# یواس‌اس گراتان (پی‌اف-۲۹)
یواس‌اس گراتان (پی‌اف-۲۹) (به انگلیسی: USS Groton (PF-29)) یک کشتی بود که طول آن ۳۰۳ فوت ۱۱ اینچ (۹۲٫۶۳ متر) بود. این کشتی در سال ۱۹۴۳ ساخته شد.